# Оганесян Роберт Араратович
Роберт Араратович Оганесян (23 березня 1991, Єреван, СРСР) — вірменський шахіст, гросмейстер (2010). Чемпіон Вірменії (2011). 
 У складі збірної Вірменії переможець командного чемпіонату світу 2011 року.
Його рейтинг станом на травень 2020 року — 2642 (117-те місце у світі, 6-те — у Вірменії).

## Кар'єра
У липні 2011 року став переможцем командного чемпіонату світу у складі національної збірної Вірменії, що проходив у китайському місті Нінбо.
У серпні 2011 року посів друге місце на чемпіонаті світу серед юніорів. У 2013 році Роберт переміг на шостому меморіалі Карена Асріяна у місті Джермук.
У серпні 2015 року набравши разом з Олексієм Шировим по 7½ очок на турнірі «5th Riga Technical University Open», Роберт посів 2-ге місце поступившись латвійському шахісту на тай-брейку. Оганесян зміг перемогти на цьому турнірі у 2018 році.

## Зміни рейтингу
| На цьому місці має відображатися графік чи діаграма, однак з технічних причин його відображення наразі вимкнено. Будь ласка, не видаляйте код, який викликає це повідомлення. Розробники вже працюють для того, щоби відновити штатне функціонування цього графіка або діаграми. | |
| | На цьому місці має відображатися графік чи діаграма, однак з технічних причин його відображення наразі вимкнено. Будь ласка, не видаляйте код, який викликає це повідомлення. Розробники вже працюють для того, щоби відновити штатне функціонування цього графіка або діаграми. |